# Diclis petiolaris
Diclis petiolaris är en flenörtsväxtart som beskrevs av George Bentham. Diclis petiolaris ingår i släktet Diclis och familjen flenörtsväxter. Inga underarter finns listade i Catalogue of Life.